# 開普勒瀑布
開普勒瀑布（英語：Kepler Cascades）是一個位於美國黃石國家公園西南部火洞河的瀑布。距離老忠實間歇泉約2.5英里（4.0）。瀑布高約150（490英尺）。

## 歷史
1870年，開普勒瀑布首次由沃什布恩·蘭福德-多恩冒險團描述，但直到1881年才得以命名。在古斯塔夫斯·切尼·多恩1871年的報告中，他寫道：

1870年9月18日——我們在9點鐘拔營，踏著落木，沿著山脊繞道前行，穿過許多土質鬆軟的階地，在這樣走了約三英里之後，我們突然遇到了一場山洪，其寬度大約40英尺，從粗面火山岩的200英尺深的峽穀中穿過。這是火洞河，從幾英裡外的一個湖泊中向南流出。此後不久我們就穿過了兩個咆哮著的瀑布，水流不停地沖刷著20至50英尺高的岩石。

後來在1881年，公園的主管菲利特斯·諾里斯在懷俄明領地的長官約翰·韋斯利·霍伊特的12歲兒子開普勒·霍伊特來黃石國家公園旅遊之際，以其名命名了這個瀑布。